# Liên đoàn bóng đá Palestine
Hiệp hội bóng đá Palestine (PFA) (tiếng Ả Rập: الاتحاد الفلسطيني لكرة القدم) là tổ chức quản lý, điều hành các hoạt động bóng đá ở Palestine. PFA quản lý đội tuyển bóng đá quốc gia Palestine, tổ chức các giải bóng đá như giải vô địch bóng đá Palestine, cúp bóng đá Palestine,.... PFA là thành viên của cả Liên đoàn bóng đá thế giới (FIFA), Liên đoàn bóng đá châu Á (AFC) và Liên đoàn bóng đá Tây Á (WAFF).
Chủ tịch của Hiệp hội bóng đá Palestine hiện nay là ông Brig. Ahmed Afifi.